# أليسون سودول
أليسون سودول هي ممثلة ،مغنية وكاتبة أغاني أمريكية ولدت في 23 ديسمبر 1984.